# Destilando amor
Destilando amor (no Brasil: Destilando Amor) é uma telenovela mexicana produzida por Nicandro Díaz González para a Televisa sob a licença da RCN, e exibida no horário nobre do Canal de las Estrellas, entre 22 de janeiro e 16 de setembro de 2007, substituindo Mundo de fieras e sendo substituída por Pasión.
A telenovela foi adaptada por Kary Fajer e Gerardo Luna e é um remake da trama colombiana Café, con aroma de mujer, produzida em 1994.
Foi protagonizada por Angélica Rivera e Eduardo Yáñez e antagonizada por Martha Julia, Chantal Andere, Sergio Sendel, Julio Camejo e pela primeira atriz Olivia Bucio, com as demais atuações de Fernanda Castillo, Ana Patricia Rojo, Joana Benedek e dos primeiros atores Ana Martín, Martha Roth e Alejandro Tommasi.

## Sinopse
Na região onde a famosa bebida mexicana Tequila é produzida, começa uma história de paixão, discórdias e desencontros. 
A novela mostra o duro caminho que uma pessoa tem que fazer quando realmente está em busca de algo extraordinário. O amor, a saudade, as incertezas e a superação de uma vida de obstáculos, que vão envolver o telespectador.
Teresa García, conhecida como Gaivota, trabalha em campos agaveros para produzir tequila. Vive com sua mãe, Clarita, que é aficionada por telenovelas. Os campos agaveros são propriedade da família Montalvo. Logo após a morte do dono da propriedade, no velório ela conhece um dos netos do proprietário (Amador M), Rodrigo Montalvo, Gaivota se apaixona por ele, que por sua vez lhe corresponde.
Posteriormente, Rodrigo Montalvo vai ao estrangeiro por algunos meses. No entanto, Gaivota descobre que está grávida. Ela é enganada por um fotografo que lhe oferece trabalho como modelo e toma fotos suas "para fazer um book", e as envìa a Parìs com documentos falsos (dali sai o nome de Mariana Franco). No princípio ela tem medo, mas decide ir a Europa em busca de Rodrigo Montalvo para informar seu estado. Ao chegar a Parìs se da conta de que o trabalho não era de modelo, sim de prostituta e que as fotos que tomaram eram para o catàlogo de garotas. Gaivota escapa e após vários dias vagando sem dinheiro e sem falar francês, ela conhece Benvenutto, que se torna um bom amigo para ela e a ajuda.
No dia que Gaivota encontra Rodrigo, ela sofre um acidente e é atropelada. Rodrigo volta para ver o acidente mas não percebe que a acidentada é Gaivota. Rodrigo volta ao México já que sabe da trágica morte de seus pais. Enquanto isso, Gaivota se encontra na Europa se recuperando lentamente do acidente. Finalmente, regressa ao México após sua longa recuperação. Ao chegar ao México descobre que Rodrigo se encontra casado com outra mulher, pelo despeito que sentiu ao saber que supostamente Gaivota viajo a Europa para se prostituir, por aí começa uma história de amor e intrigas.
Entre os problemas familiares existentes, se lê o testamento do falecido dono da Fazenda Montalveña. O qual determina que o 100% da herança seja para o primeiro filho de um dos seus netos. O que provoca uma ruptura geral da família. Por um lado, Rodrigo e suas irmãs (Sofia e Daniela) ressentidas pelo testamento. E por outro lado o filho Amador Bruno, sua esposa Fedra e seu filho Aaron que se encontra casado com Minerva.
Gaivota ao voltar e enfrentar a verdade de que havia perdido o seu amor, decide viajar para a cidade. Muda de nome e passa a ser  Mariana Franco, utiliza dados falsos de trabalhos na Europa (dando dados de amigos que conheceu em sua estadia lá), começa a trabalhar em um hotel. Ali conhece seu "amix", Nancy e Dona José. Logo, cansada desse trabalho, ela descobre que o grupo Corporativo Montalvo,  estava buscando recepcionista para o gerente que é Aaron.
Após a entrevista, ela consegue o trabalho. Não só por seus conhecimientos adquiridos na Europa (idioma, etc), mas também por sua beleza já que a ótica de Aaron era de secretarias sensuais. Suas capacidades fazem com que assuma o trabajo de secretaria de Aaron. Mas uma de suas companheiras a começa a odiar. Minerva sentia inveja do cerco de Aron que sempre trato como sua amante.
Ela se faz conhecer por todo o grupo por seu cálido trato e sues excelentes valores. Assim conhece o Presidente do Consejo Reg. de Tequila: Avellaneda ao advogado da família Montalvo: Videgaray.
Tempo depois, Rodrigo volta a cidade e ocupa o cargo do grupo  Corporativo pois Aaron ia começar um novo projeto econômico ilegal em Nova York, com sua amante Pamela Torreblanca (a qual depois deixa humilhada por ter pedido sua esposa Minerva que os descobre). Tentando se esconder Gaivota é descoberta por Rodrigo, e explica a situação e a verdade. Seu amor havia perdurado todo o tempo e decidiram vive-lo intensamente.
Un dia, Gaivota muito alegre cantava "rancheiras" e a esposa de Rodrigo: Isadora (melhor amiga de Minerva) a reconheceu já que ela sempre soube que Gaivota era a dona do coração de Rodrigo. Identificou sua voz com um a música que Mariana Franco havia presenteado a Rodrigo quando se conheceram. Desesperada Isadora, pede ajuda a Minerva e Aaron (seus cúmplices e inimigos às vezes - pois a eles lhes favorecia que Rodrigo com Isadora nunca tiveram relação sexuais e não nasceria um filho deles). Eles esperam que Gaivota e Rodrigo saiam em uma viagem de supervisão porque suspeitavam que Aron fazia negócios ilegais.
E quando voltaram em tempos diferentes (um vindo um dia depois que o outro). Gaivota chegou primeiro e foi despedida por Aaron, a  deixando sem dinheiro, sacando tudo o que tinha e ameaçando que seria denunciada por ter noe falso. Logo chegou Rodrigo, e lhe disseram que Gaivota renunciou, roubando dinheiro, e que foi amante de Aaron por muito tempo.
Tempos depois, Gaivota passou muitos tempo trabalhando em diferentes locais até que decidiu ir pedir ajuda a uma pessoa especial para ela. Foi ao Conselho Reg De Tequila, pedindo a Avellaneda que lhe de trabalho. Ele duvidou, mas conseguiu uma vaga para ela no departamento de manejo de pragas.
Isadora vendo que era quase impossível um contato fisico com seu marido decide ir ao consultório para tentar uma inseminação atificial já que Rodrigo deixa suas mostras. Mas Isadora já tinha um amante nesse tempo, um jovem chamado Francisco de la Vega, que se mantém fazendo-se passar por um milionário. Francisco acaba tendo um namoro com Sofia (irmã de Rodrigo). Isadora ao saber que estava grávida de Francisco, mente para família Montalvo dizendo que não pode esperar mais e fez a inseminação sem autorização de Rodrigo.
Rodrigo volta a encontrar Gaivota, e enfrenta a verdade. Pedem perdão um ao outro. Mas Avellaneda os pede que guardem seu amor pois a Família o pressionava para que mandas embora Mariana Franco. Mariana logo chega a um posto muito importante no departamento de Relações Públicas e conhece Dr. Alonso de quem Rodrigo não gosta.
Depois do casamento de Sofia com Francisco, Isadora o acusa telefonando seguidamente. O que leva a suspeitar Sofia que ele tem una amante. Ao e descobrir que era sua própria cunhada ela avisa a seu irmão. Ambos os enfrentam e ela lhe diz a verdade sobre seu filho. Logo, ambos amantes escapam dos Montalvos para outra cidade com o menino.
A raiva leva Rodrigo a desesperação, e ele vai se tratar com uma psicóloga (Erika) por quem termina se apaixonando. Gaivota nunca deu passo ao amor com Alonso. Erika como psicóloga de Rodrigo descobre que ele sempre esteve apaixonado por Gaivota e nunca a deixou de amar.
Refortalecido seu amor, ambos recebem a noticia que Gaivota seria transferida para Londres por um melhor cargo. Eles decidiram viajar. Mas o pai de Pamela Torreblanca, amante despeitada de Aaron, descobre que o grupo Corporativo fazia manejos ilegais pelo qual realiza uma denuncia correspondente. Rodrigo sabe que o grupo Corporativo está em uma grave situação legal pois havia confirmado todas as ilegalidades. E os únicos suspeitos eram Gaivota e Rodrigo, já que era foi no período em que Aaron estava em Nova York e suas firmas inconscientes estavam em todos os papéis.
Rodrigo não conta a história a Gaivota e  mente dizendo que já não a quer. Ela decidida e enojada viaja só com sua mãe a Londres, e  Rodrigo é preso. Na fazenda, uma praga havia começado então se perdeu quase 100% da plantação. A praga se deve as medidas que tomou Francisco em sua estadia ali como administrador. A avó de Rodrigo sofre uma hemorragia cerebral. Pamela seduz de novo Aaron. Minerva os descobre (era um plano de Pamela) e ela se enfurece. Pamela da o USB de Aaron onde tem toda a informação de seus trabalhos ilegais e Minerva utiliza como prova para tirar Rodrigo da cadeia. Aaron é perseguido pela Interpol pelas mortes de muitos consumidores de sua tequila corrupta. Isadora foi abandonada com seu bebê por Francisco que viajou com uma jovem de seu estilo: que se fazia passar por milionária. O casal morre em um acidente de transito.
Isadora é auxiliada por Dona José, mãe de Francisco. Se conheceram e cuidaram do bebê. Ela decide trabalhar como professora de história e decide que Rodrigo deveria ver seu filho si ele desejar. Rodrigo agora livre, cuida de sua avó a doente e um día todos ficam sabendo da captura de Aaron. O interceptaram em Duvalù onde o  condenaram por assassinato a pena de morte. A família foi dar a ele um último adeus. Terminados os problemas Rodrigo viaja a Londres por Gaivota, que se negou a voltar com ele. Ele desiludido volta ao México. Gaivota uma hora depois da viagem de Rodrigo descobre tudo o que passo pela boca de Alonso.
Ela toma viagem ao México, foi a cidade, a casa dos Montalvo e a família a recibeu alegre mas lhe disseram que Rodrigo foi para fazenda. Ela decide ir atras dele, com a alegria de ser aceitada por aquela família que uma vez a desprezou. Vai a Montalveña, compra no povoado um vestido charmoso e busca seu amor em meio a feira. Rodrigo estava bêbado e decide subir em touro de competição. Cai do touro, Gaivota entra na arena e agarra  Rodrigo, reza para que não morra e ele responde que foi o mais lindo que lhe passou..
Finalmente se casam com a presença de toda a Família. Passa o tempo e tem muitos filhos sendo felizes em constantes reuniões familiares.

## Elenco
- Angélica Rivera - Teresa Hernández García "Gaviota" / Mariana Franco Villareal
- Eduardo Yáñez - Rodrigo Montalvo Santos
- Sergio Sendel - Aaron Montalvo Iturbe
- Chantal Andere - Minerva Olmos de Montalvo
- Martha Julia - Isadora Duarte De la Vega de Montalvo
- Ana Martín - Clara Hernández García
- Ana Patricia Rojo - Sofía Montalvo Santos
- Alejandro Tommasi - Bruno Montalvo Gil
- Martha Roth - Pilar Gil viúva de Montalvo
- Joana Benedek - Pamela Torreblanca
- Olivia Bucio - Fedra Iturbe de Montalvo
- Julio Alemán - Roberto Avellaneda
- Gustavo Rojo - Néstor Videgaray
- René Strickler - Dr. Alonso Santoveña
- Patricia Manterola - Erika Robledo
- Julio Camejo - Francisco de la Vega y Chavero / Chávez
- Fernanda Castillo - Daniela Montalvo Santos
- Pedro Armendáriz Jr. - Mr. Irving Thomas
- Carlos de la Mota - James O'Brien
- José Luis Reséndez - Hilario Quijano
- Roberto Vander - Ricardo Duarte
- Jan - Patricio Iturbe
- Luis Uribe - Lic. Lorenzo Oñate
- Gabriela Goldsmith - Cassandra
- Manuel Landeta - Rosemberg
- Norma Lazareno - Nuria
- Teo Tapia - Gaspar Torreblanca
- Raúl Padilla "Chóforo" - Crispín Castaño
- Miguel Galván - Carmelo
- Jaime Garza - Román Quijano
- Adriana Laffan - Ofelia de Quijano
- Mariana Ríos - Sanjuana Escajadillo de Quijano
- María Prado - Doña Josefina "José" Chávez
- Alicia Encinas - Bárbara de Torreblanca
- Adalberto Parra - Melitón
- Bibelot Mansur - Acacia
- Edgardo Eliezer - Elvis Pérez III
- Julieta Bracho - Elvira
- Kelchie Arizmendi - Eduvina
- Pedro Weber "Chatanuga" - Othon Argüeyo
- Juan Verduzco - Padre Cosme
- Javier Ruán - Demetrio Urban
- Rosangela Balbó - Josephine
- Toño Infante - Gelasio Barrales
- Jacqueline Voltaire - Felicity
- Ricardo Silva - Rolando
- Rebeca Mankita - Colette
- Rubén Morales - Lic. Quintana
- Julio Vega - Lic. Montesinos
- Ricardo Vera - Lic. Soto
- Juan Carlos Casasola - Lic. Grajales
- Salvador Ibarra - Lic. Medina
- Ricardo Kleinbaum - Lic. López
- Alejandro Aragón - Maximino Vallejo
- Rosita Bouchot - Flavia
- Archie Lanfranco - Benvenuto Bertolucci
- David Ostrosky - Eduardo Saldívar
- Hugo Macías Macotela - Arnulfo
- Jorge Ortiz de Pinedo - Renato
- Arturo Carmona - Alfredo Loyola
- Rafael del Villar - Eugenio Ferreira'
- Erick Guecha - Nelson
- Malillany Marín - Albertina (Prostituta em Paris)
- Laura Flores - Priscila Yurente
- Marco Uriel - Olavarría
- José Julián - Cantante
- Silvia Ramírez - Lluvia Camargo
- Yuliana Peniche - Margarita
- Luis Mario Quiroz - Paulino Tejeiros
- Rebeca Manríquez - Agripina
- Milton Cortés - Socio Cubano de Aarón
- Felipe Nájera - Carlos
- Zamorita - Brujo
- Saraí Meza - Gaviota (menina)
- Jorge Vargas (ator) - Felipe Montalvo Gil
- Irma Lozano - Constanza Santos de Montalvo
- Joaquín Cordero - Don Amador Montalvo
- Alma Muriel - Ministério Público
- Juan Peláez - Ministério Publico
- Nora Salinas - Karen

## Exibição

### No México
Foi reprisada pelo seu canal de origem, do dia 23 de março a 14 de agosto de 2020, substituindo La que no podía amar e sendo substituída por Soy tu dueña, em 105 capítulos, às 15h30 e, posteriormente, às 16h30. 

### No Brasil
No Brasil foi exibida pelo SBT, às 18h00,  entre 26 de março e 20 de abril de 2007 substituindo Chaves em Desenho. Devido aos baixos índices de audiência, oscilando entre 1 e 2 pontos no Ibope, o SBT optou por retirar a trama do ar no capítulo 20,    mas foi dublada até o capítulo 171. A novela ainda estava em produção e exibição pela Televisa, já que estreou em janeiro no México e em março no Brasil pelo SBT. Desta forma, não foi possível editar capítulos e acelerar o final de forma imediata, sendo o cancelamento da exibição, de forma brusca, a alternativa encontrada pela emissora, sendo substituída pelo desenho os Vegetais.
Foi exibida na íntegra e dublada pelo TLN Network de 22 de fevereiro a 15 de outubro de 2021, substituindo Mariana da Noite e sendo substituída por Quando me Apaixono.

## Audiência

### No México
Estreou com uma média de 27 pontos. Sua menor audiência é de 23 pontos. No último capítulo, alcançou uma média de 42.4 pontos.  Teve média geral de 30.9 pontos, se tornando um dos maiores sucessos do horário.

### No Brasil
No Brasil, enquanto foi exibida, a trama acumulou apenas 2 pontos de média geral. Por isso, sua exibição foi cancelada. 

## Equipe de produção
- História original - Fernando Gaitán
- Adaptação - Kary Fajer
- Edição literária - Rosario Velicia
- Co-adaptação - Gerardo Luna
- Tema de entrada - “Por amarte”
- Intérprete - Pepe Aguilar
- Musicalização - Juan López, Miguel Ángel Mendoza
- Cenografia - Ricardo Navarrete
- Ambientação - Antonio Martínez
- Desenho de vestuário - Martha Leticia Rivera, Juan Manuel Martínez
- Relações públicas - Maleny Figueroa
- Direção adjunta - Ricardo de la Parra
- Gerente de produção - Valentín Rodríguez
- Coordenação literaria - Olivia Reyes
- Coordenação artística - Rosario Romero Lucio
- Coordenação geral - María del Carmen Marcos
- Edição - Susana Valencia, Pablo Peralta
- Diretores de câmeras - Bernardo Nájera, Gabriel Vázquez Durán y Ernesto Arreola
- Diretor de cena en locação - Víctor Rodríguez
- Diretores de cena - Alejandro Frutos, Miguel Córcega
- Chefe de produção em locação - Hugo A. Mayo
- Produtores associados - María del Carmen Marcos, J. Antonio Arvizu V.
- Produtor executivo - Nicandro Díaz González

## Versões
- Destilando amor é uma nova versão da colombiana Café, con aroma de mujer, feita pela RCN Televisión em 1994. Produzida e dirigida por Pépe Sánchez e protagonizada por Margarita Rosa de Francisco e Guy Ecker com a participação antagônica de Alejandra Borrero. Nesta versão, foi trocada a produção de café pela de tequila.
- A também mexicana TV Azteca já havia realizado outra versão chamada Cuando seas mía em 2001. Produzida por Rafael Gutiérrez e protagonizada por Silvia Navarro e Sergio Basañez. A TV Azteca também transmitiu a versão colombiana e teve grande êxito no México.

## Trilha sonora
1. Por Amarte - Pepe Aguilar
2. Ay Gaviota - Gaviota
3. La Campirana - Música Incidental 7
4. Llegando a Ti - Gaviota
5. Esos altos de Jalisco - Gaviota
6. Campo abierto - Música Incidental 6
7. Esta triste guitarra - Pepe Aguilar
8. Penas del Alma - Gaviota
9. Enamorándonos - Música Incidental 5
10. Cielo Rojo - Pepe Aguilar
11. Música del Campo - Música Incidental 4
12. Corazoncito tirano - Gaviota
13. Échame a mí la culpa - Pepe Aguilar
14. Luz de Luna - Gaviota
15. Ilusión de amarte - Música Incidental 3
16. El impedimento - Música Incidental 2
17. Poder y Soberbia - Música Incidental 1
18. Gaviota (Versão Jalisciense) - Gaviota

## Exibição internacional
Gama TV
 TVE 1 - Nova- La Siete
 SBT (2007) / TLN Network
 Telemetro Panamá
 TCS
 América Televisión
 Venevisión
 Canal 9
 Teledoce
 Telefuturo 
 TV Pink
 Pink BH
 Pink M
 HRT
 Mega (2007-2008) (2013) / La Red (2010-2011) / TVN (2016)
 Univision
 Univision
 RCN
 Zone Romantica
 Zone Romantica
 Sitel TV
Telemicro Canal 5
 Bolivisión
 TLNovelas
 Imedi TV 
 Televicentro (Honduras)
 CCTV-8 
 TV3
  Acasa TV
 Markíza

## Prêmios e nomeações

### Premios TVyNovelas 2008
| Categoria                    | Pessoa                                  | Resultado  |
| ---------------------------- | --------------------------------------- | ---------- |
| Melhor telenovela            | Nicandro Díaz González                  | Ganhador   |
| Melhor atriz                 | Angélica Rivera                         | Ganhadora  |
| Melhor ator                  | Eduardo Yáñez                           | Ganhador   |
| Melhor atriz antagonista     | Chantal Andere                          | Ganhadora  |
| Melhor ator antagonista      | Sergio Sendel                           | Ganhador   |
| Melhor atriz co-protagonista | Martha Julia                            | Nomeada    |
| Melhor ator co-protagonista  | Alejandro Tommasi                       | Ganhador   |
| Melhor ator principal        | Julio Alemán                            | Nomeado    |
| Melhor atriz principal       | Ana Martín                              | Ganhadora  |
| Melhor história ou adaptação | Fernando Gaitán Kary Fajer Gerardo Luna | Ganhadores |
| Melhor direção de cena       | Miguel Córcega Víctor Rodríguez         | Ganhadores |
| Melhor direção de câmera     | Ernesto Arreola                         | Ganhador   |

### Premios ACE2008
| Categoría                  | Persona           | Resultado |
| -------------------------- | ----------------- | --------- |
| Melhor co-atuação feminina | Ana Patricia Rojo | Ganadora  |

### Premios Fama2007-2008
| Ano  | Categoria                | Pessoa            | Resultado |
| ---- | ------------------------ | ----------------- | --------- |
| 2007 | Melhor Vilão             | Sergio Sendel     | Ganhador  |
| 2007 | Menção Honrosa Especial  | Carlos de la Mota | Ganhador  |
| 2008 | Melhor Atriz Coadjuvante | Ana Patricia Rojo | Ganhadora |